# Lijst van burgemeesters van Grootegast
Dit is een lijst van burgemeesters van de voormalige Nederlandse gemeente Grootegast in de provincie Groningen.
| Ambtsperiode | Naam burgemeester                 | Leven     | Partij of stroming | Bijzonderheden                                                                 |
| ------------ | --------------------------------- | --------- | ------------------ | ------------------------------------------------------------------------------ |
| 1811 - 1820  | Ipo Frederik Hommes               | 1765-1820 |                    |                                                                                |
| 1820 - 1855  | Jacob Havinga                     | 1786-1873 |                    |                                                                                |
| 1855 - 1862  | mr. Jasper Ganderheijden          | 1825-1906 |                    | werd burgemeester van Baflo en van Winsum                                      |
| 1862 - 1873  | Frederik van der Ree              | 1815-1878 |                    |                                                                                |
| 1873 - 1892  | Berend Hazenberg                  | 1822-1892 |                    |                                                                                |
| 1892 - 1893  | Gerhardus Hozeas Krull            | 1850-1908 |                    | was burgemeester van Vlagtwedde, werd burgemeester van Anloo                   |
| 1893 - 1896  | Cornelis van Nijmegen Schonegevel | 1861-1941 |                    | werd burgemeester van Doniawerstal                                             |
| 1896 - 1901  | mr. Jan Bolt                      | 1855-1938 |                    |                                                                                |
| 1901 - 1909  | Dirk Jan Jacob Hellema            | 1872-1947 |                    | werd burgemeester van Zaandijk                                                 |
| 1910 - 1930  | Wolter Bonnema                    | 1864-1930 | ARP                | eerder kruidenier                                                              |
| 1930 - 1943  | Daniël van der Munnik             | 1895-1974 | ARP                | eerder secretaris te Kloosterburen                                             |
| 1943 - 1945  | Egbert Pieters                    | 1893-1981 | NSB                | eerder kassier bij de Boerenleenbank te Leek                                   |
| 1945 - 1960  | Daniël van der Munnik             | 1895-1974 | ARP                | eervol ontslag in verband met het bereiken van de pensioengerechtigde leeftijd |
| 1960 - 1975  | drs. Klaas Koster                 | 1910-1980 | ARP                | was burgemeester van Grijpskerk                                                |
| 1975 - 1989  | Jan Verbree                       | 1940-2021 | ARP / CDA          |                                                                                |
| 1989 - 1990  | Dirk Haitsma                      | 1922-1996 | CDA                | waarnemend burgemeester                                                        |
| 1990 - 2016  | Kornelis Bertus (Kor) Dijkstra    | 1954-2016 | CDA                | was burgemeester van Oldehove                                                  |
| 2016 - 2018  | Ard van der Tuuk                  | *1968     | PvdA               | waarnemend burgemeester                                                        |